# Département des arts de l'Islam du musée du Louvre

Nouveaux espaces dus à Rudy Ricciotti et Mario Bellini.

Le département des arts de l'Islam du Louvre, formé en août 2003, regroupe les collections couvrant l'ensemble du monde islamique (aire géographique située entre l'Espagne et l'Indonésie
Ce département regroupe plusieurs joyaux de l'art islamique : la pyxide d'al-Mughira, boîte en ivoire espagnole datée de 968, le plat au paon, importante céramique ottomane, et surtout le baptistère de Saint Louis, une des pièces les plus célèbres et les plus énigmatiques de tout l'art islamique, créée par Muhammad ibn al-Zayn au début du XIVe siècle. Il est aussi remarquable par l'important matériel provenant des fouilles de Suse (actuel Iran), auxquelles le musée a participé.
Depuis le 22 septembre 2012, les arts de l'Islam sont exposés au Louvre dans la cour Visconti. Cet espace permet l'exposition de 3 000 œuvres, issues des collections du Louvre, mais aussi du musée des arts décoratifs. La cour Visconti est recouverte d’un voile aérien composé d’un vitrage de 1 600 triangles, superposé de deux couches en aluminium d’épaisseur différente. Il s'agit de la plus grande collection d'objets islamiques au monde avec celle du Metropolitan de New York.

## Historique: les arts de l'Islam au musée du Louvre

### 1890 – 1939: les débuts d’une collection
Les origines de la collection islamique du musée du Louvre remontent aux « quelques magnifiques épaves » » issues des collections royales et du trésor de Saint-Denis. Parmi ces pièces, l’aiguière aux oiseaux en cristal de roche, le Baptistère de Saint Louis provenant des collections de la Sainte-Chapelle de Vincennes (entré au Musée royal en 1832) ainsi que des coupes en jade présentes dans les collections de Louis XIV. Quelques dons s'y étaient ajoutés au XIXe siècle à la faveur de la découverte des arts de l'Islam, des voyages en Orient et de la naissance académique de la discipline. Néanmoins, Henry Lavoix remarquait en 1878 : « Épars çà et là, ces objets étaient entrées dans les musées, comme partout ailleurs, par hasard. Paris en possède de très beaux, il est vrai, mais en très petit nombre. ». Ce n'est qu'avec la création en 1890 ou 1893 d'une « section islamique » rattachée au département des Objets d'Art que la constitution d'une collection cohérente a été mise en œuvre.
Parmi les éléments qui peuvent expliquer cette naissance, on peut retenir l'implication de deux conservateurs du département des objets d'art : Émile Molinier et Gaston Migeon. Ce dernier, premier professeur d'histoire de l'art islamique à l'école du Louvre, auteur du Manuel d'art musulman et lui-même donateur du Louvre présida en 1905 à l'ouverture de la première « salle d'art musulman » en 1905, deux ans après la grande exposition d'art musulman au pavillon de Marsan. Paris, à cette époque, est la « plaque tournante de l’art oriental ».
Les plus grandes ventes se passent à Drouot ou chez des marchands tels Demotte, Brimo et Stora. Plusieurs acquisitions à titre onéreux ont lieu durant cette première moitié du XXe siècle : l’aiguière au zodiaque, des  céramiques à reflets métalliques, la Bouteille aux armoiries de Tuquztimur et le Chapiteau au nom du calife al-Hakam II, pour ne citer qu'eux. Mais Gaston Migeon, conservateur de la jeune section a aussi « le don de demander » : il entraîne sans cesse de nombreux amateurs à donner, léguer leurs objets, et constitue ainsi la plus grande partie du fonds du musée. Plusieurs d'entre aux participent à l'ouverture de la salle d'art musulman en 1905 ; quelques années plus tard, les nombreuses miniatures de Georges Marteau ou la collection de la baronne Delort de Gléon, créent une base solide pour le nouveau département. Cette dernière offre même, en sus de ses objets, une forte participation financière pour réaménager les salles, et présenter plus d’œuvres. Ainsi, le 20 juin 1922, une présentation plus vaste est inaugurée.
La Société des amis du Louvre joue un grand rôle dans cette première période d'acquisitions. Son directeur, Raymond Kœchlin, est un amateur éclairé, qui lègue lui-même au musée son importante collection en 1932. Il permet ainsi l'arrivée de plusieurs pièces majeures, comme une Coupe au lièvre iranienne signée par son potier en 1921.
À la mort de Gaston Migeon en 1923, dons et legs ne cessent pas, et concernent souvent des pièces majeures. En 1935, Alphonse Kann fait don d'un plat samanide à décor épigraphique ; en 1939, le comte Hubert de Ganay offre en souvenir de sa tante la comtesse de Béhague une étoffe persane du XVIe siècle, proche d'une pièce conservée à New York et supposée provenir de la tente de Kara Mustapha Pacha lors du Siège de Vienne ; en 1937, la Société des Amis du Louvre fait l'acquisition de la Porte du palais du Jawsaq al-Khaqani de Samarra, dont le produit des fouilles, alors menées par des Allemands, enrichit pour le reste le musée de Berlin. Le musée du Louvre est également présent sur des chantiers de fouilles orientaux, en particulier à Suse (Iran). Les fouilles menées successivement par le couple Marcel et Jane Dieulafoy (1884 – 1886), qui traversent la Perse, et Jacques de Morgan (1897 – 1909) puis Roland de Mecquenem (1903 – 1939), mettent au jour de nombreux objets islamiques. En 1927, un lot de cent soixante trois objets est ainsi  versé du département des antiquités orientales à la section « musulmane », qui regroupe toutes les céramiques des trois missions entre 1884 et 1927. Lui sont adjoints « un lot de verrerie, un lot d’objet de bronze, un lot d’objet de pierre ». D’autres objets de fouilles entrent au Louvre à cette période. Outre la porte du Jawsaq, plusieurs céramiques de Salamine de Chypre, site fouillé depuis la fin du XIXe siècle par la Cyprus Exploration Fund sont acquises à titre onéreux dès 1897.
En 1932, la section des arts musulmans est rattachée à celle des arts asiatiques qui vient de naître, toujours au sein du département des Objets d'art. En 1945, alors que le musée Guimet est fondé pour abriter les collections extrême-orientales, la section des arts musulmans est définitivement détachée du département des Objets d'art pour appartenir au département des antiquités orientales.

### 1945 – 1988: une période d’ombre?
Les acquisitions du musée du Louvre dans les années 1945 – 1980 négligent les arts de l’Islam, si l’on en croit Marthe Bernus Taylor. Pourtant Jean David-Weill, qui se trouve alors à la tête de la section, rappelle que « plus de quatre cents pièces sont entrées au musée dont plus des deux tiers par des dons et des legs ».
En ces temps de décolonisation, la présentation tend à se réduire. Une seule salle, l’ancienne chapelle, abrite « les objets les plus importants de la collection » jusqu’en 1971. Les œuvres sont ensuite exposées très peu de temps dans « trois petites salles du département des Antiquités orientales, sous l'escalier assyrien », avant de disparaître totalement des salles d'exposition permanente. Deux expositions temporaires  organisées en 1971 à l'Orangerie des Tuileries, et en 1977 au Grand Palais  permettent toutefois d'exposer les pièces à Paris.
Dons et achats se poursuivent à un rythme ralenti. Lui-même collectionneur, Jean David-Weill fait don de plusieurs objets de sa collection de son vivant, et lègue le reste en 1972. Pourtant peu de collectionneurs semblent suivre son exemple. En 1967, l’exposition Vingt ans d’acquisitions au musée du Louvre présente moins de dix pièces islamiques. Il ne faudrait pas pour autant sous-estimer les acquisitions à titre gratuit de cette période ; ainsi, les collections d'Alphonse Kann, d'Henri Rivière, de Claudius Côte viennent enrichir la section par legs respectivement en 1949, 1952 et 1961. Peu enclin à faire appel à la Société des Amis du Louvre, pourtant très active à cette période, David-Weill n’y a recours qu’à deux reprises, notamment pour l’acquisition de l’aiguière à tête de coq. « L’intérêt pour les objets d’art islamique, qui était si vif chez les Kœchlin, Migeon et chez tant d’autres administrateurs des premiers temps de la Société, semble avoir disparu après la seconde guerre mondiale », remarque-t-on en 1997. Il faut ajouter à ces œuvres une trentaine de céramiques provenant de Nishapur, entrées par don de Jacques Matossian en 1949.
Si les acquisitions perdent en nombre, mais surtout en qualité, par rapport à la période précédente, une véritable politique semble commencer à apparaître pour les régir. Jean David-Weill semble avant tout sensible à combler les lacunes laissées béantes durant la première période d’enrichissement. Dans le catalogue de l’exposition Vingt ans d’acquisitions au musée du Louvre, David-Weill dégage ainsi quatre grands types d’œuvres acquises : outre les céramiques de Nishapur et des bronzes incrustés du XIVe siècle, il mentionne ainsi des « étoffes persanes archaïques des Xe, XIe et XIIe siècles, série dans laquelle nous étions particulièrement pauvres » , et l’orfèvrerie, « dont nous ne possédions que quelques rares spécimens ». La volonté de compléter des séries est également sensible dans le don par Jean-Jacques Marquet de Vasselot, d’un bassin signé Muhammad ibn al-Zayn : le Louvre détient ainsi les deux seules œuvres connues signées de l’auteur du « Baptistère de Saint Louis ».

### 1988-2012: un «art à la mode»
En 1977, l’exposition L’Islam dans les collections nationales consacrait pour Jean-Paul Roux « un art à la mode ». Mais ce n’est qu’avec le projet Grand Louvre et l’ouverture de treize salles dans l’aile Richelieu en 1993 que les arts de l'Islam retrouvent une réelle visibilité dans le musée. La présentation, chronologique, couvre un espace de 1000 m². Les neuf premières salles, voûtées, sont consacrées aux objets médiévaux, tandis que trois salles plus grandes, creusées sous la cour Khorsabad, permettent d'exposer les productions de la période des trois empires. Avant l'ouverture, les collections du Louvre sont mises en avant dans une exposition en 1989-1990, Arabesques et Jardins de paradis permettant, « en attendant cette définitive mise en place qui interviendra en 1993 [de] marquer d'emblée la présence de l'art islamique au Louvre ». En 2003, la création d'un département spécifique, le huitième du musée du Louvre, entérine la place des arts de l'Islam au musée.

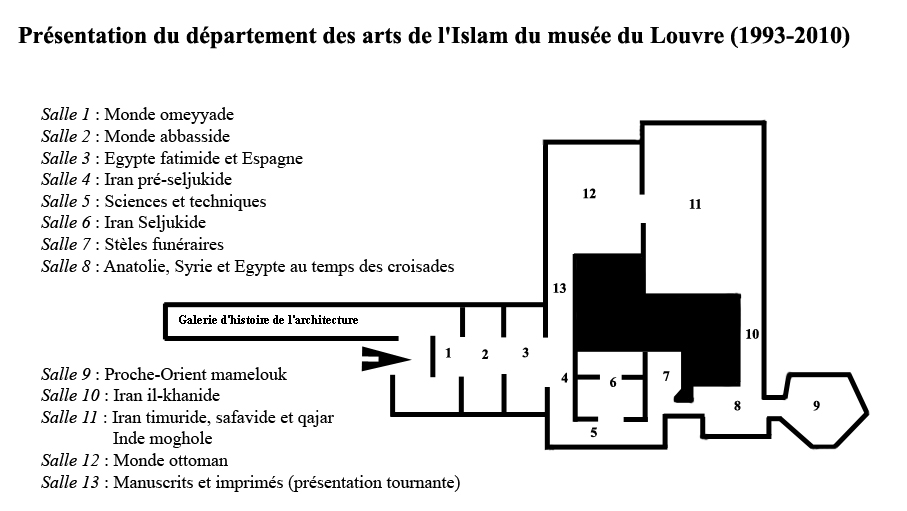

« Il faut souligner que depuis la Seconde Guerre mondiale, les acquisitions d’art islamique se font surtout par achat », note  Marthe Bernus-Taylor. Ce sont en effet les acquisitions à titre onéreux qui, depuis 1988, constituent la base de l’enrichissement des collections. La Société des Amis du Louvre a retrouvé une place prépondérante dans ces achats : sept objets ont été acquis grâce à elle entre 1988 et 2001, en particulier quatre pages d’un manuscrit ottoman important (MAO 927 – 928). Le mécénat des particuliers se développe également, comme celui de Sakıp Sabancı, qui a permis l’acquisition d’une autre page d’album, tandis que des dons faisaient entrer des calligraphies ottomanes.
L'ouverture du département en 2003 a favorisé les dons. En 2009, plus de cent œuvres sont ainsi arrivées au musée grâce à la donation Pantanella Signoni.
Plusieurs axes ont été définis quant à la politique d’acquisition : « la recherche de jalons, même modestes, pour illustrer l’ensemble d’une production ; la quête d’objets caractéristiques d’une période donnée peu ou pas représentée dans les collections ; le regroupement d’objets ayant tous appartenu à des collections importantes. ». Tout en restant assez traditionnelle et soumise aux surprises du marché, la politique d'acquisition montre aussi des signes d'ouvertures à des périodes plus récentes, jusqu'ici négligées et à des objets plus ethnologiques, comme un groupe de céramiques ottomanes destiné à « illustrer le quotidien des Stanbouliotes aisés sous l’angle des deux changements majeurs que marquèrent l’introduction du café et celle du tabac. ». L'Afrique du Nord, dont la plupart des objets acquis anciennement sont présentés au musée du Quai Branly, fait également l'objet d'une politique d'acquisitions.

### Une nouvelle présentation à partir de 2012
Le musée est actuellement riche de 14 000 œuvres islamiques, auxquelles s'ajoutent 3 500 objets déposés par le musée des arts décoratifs en 2005. La fermeture en 2010 des salles de l'aile Richelieu s'explique par le projet d'une présentation nouvelle, dans la cour Visconti. Le projet des architectes Rudy Ricciotti et Mario Bellini a été retenu pour ces nouvelles salles qui sont inaugurées le 22 septembre 2012. Ce nouvel espace de 3 000 m² triple la surface consacrée jusqu'ici aux arts de l'Islam. Le projet architectural s'est par ailleurs accompagné d'un chantier des collections et d'une communication importante. Les coûts ont été de 98,5 millions d'euros ; le financement a été permis par l'action de plusieurs mécènes, dont plusieurs provenant de pays arabes ou d'Asie centrale (Koweit, Maroc, Oman et Azerbaïdjan), la Fondation Alwaleed Bin Talal, la Fondation Total, Lafarge, la Fondation Orange, Frédéric Jousset, Dai Nippon Printing, Sabanci University Sakip Sabanci Muséum et Elahé Omidyar Mir-Djalali.

## Le département depuis 2012: architecture et muséographie

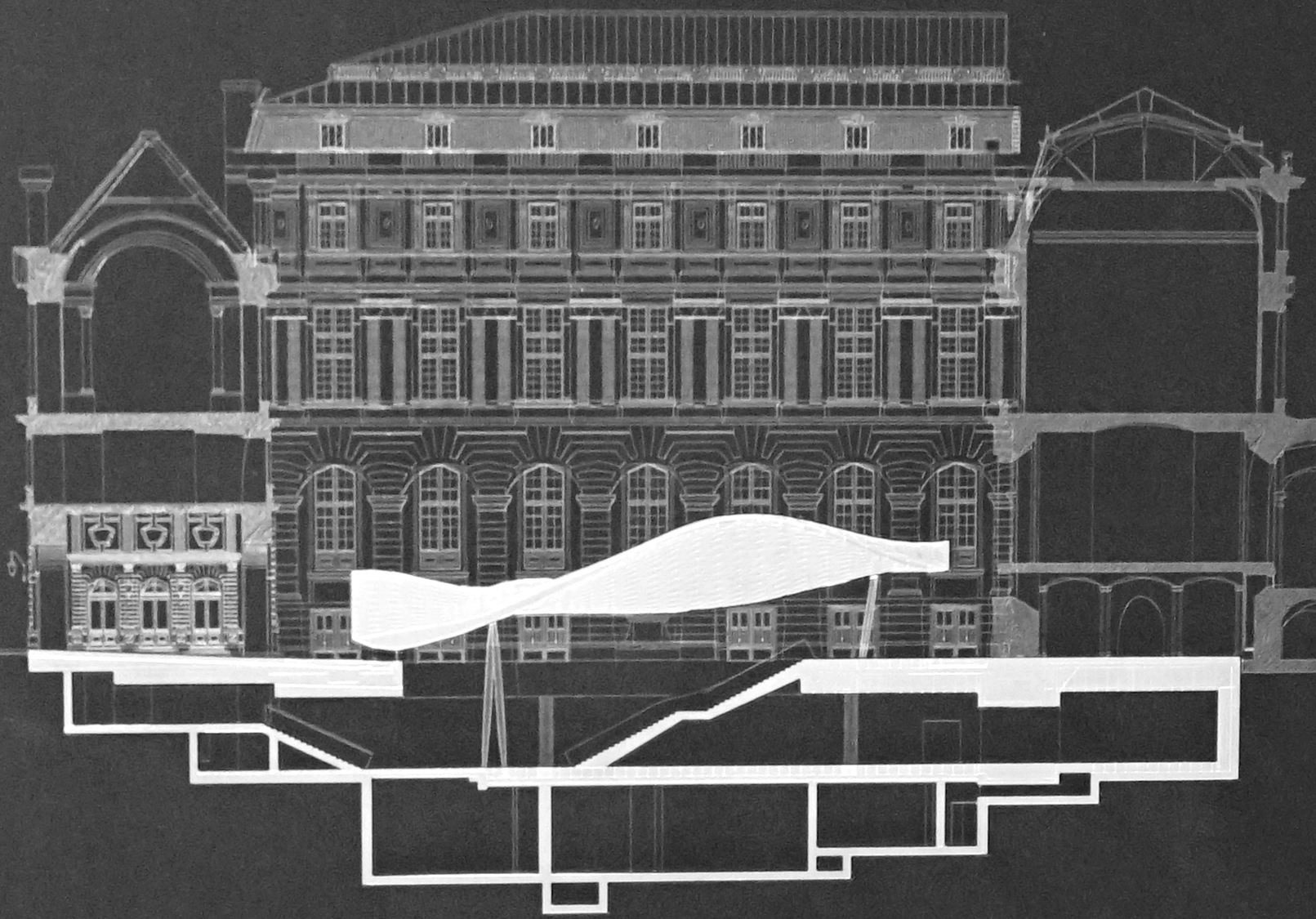
En blanc le nouveau département en coupe de l'aile Denon.

Ouverts au public le 22 septembre 2012, les espaces actuels d'exposition, organisés sur deux étages, se situent dans la cour Visconti. Ils prennent place sous une verrière aux formes ondulées, rappelant, d'après les architectes Rudy Ricciotti et Mario Bellini une « aile de libellule » ou un « tapis volant ». Deux mille trois cent-cinquante triangles de verre, couverts d'une maille métallique argentée et dorée, composent cette couverture. Les architectes revendiquent, par cette architecture « organique », une architecture éloignée des traditions classiques occidentales, mais qui reste respectueuse des façades de la cour Visconti.

## Collection
La collection comprend 16 500 œuvres (dont 3 500 déposés par le Musée des Arts Décoratifs), ce qui en fait une des plus importantes du monde avec celle du Metropolitan Museum de New York (12 000 ou 13 000 œuvres), et celles du British Museum, du V&A Museum et du musée islamique de Berlin.
Au total ce sont 3000 œuvres qui sont exposées dans 3 salles couvrant 3 000 m² d'expositions (4 000 m² pour le MET)

## Œuvres majeures
- Baptistère de saint Louis
- Lion de Monzon
- Pyxide d’Al Mughira
- Plat au Paon

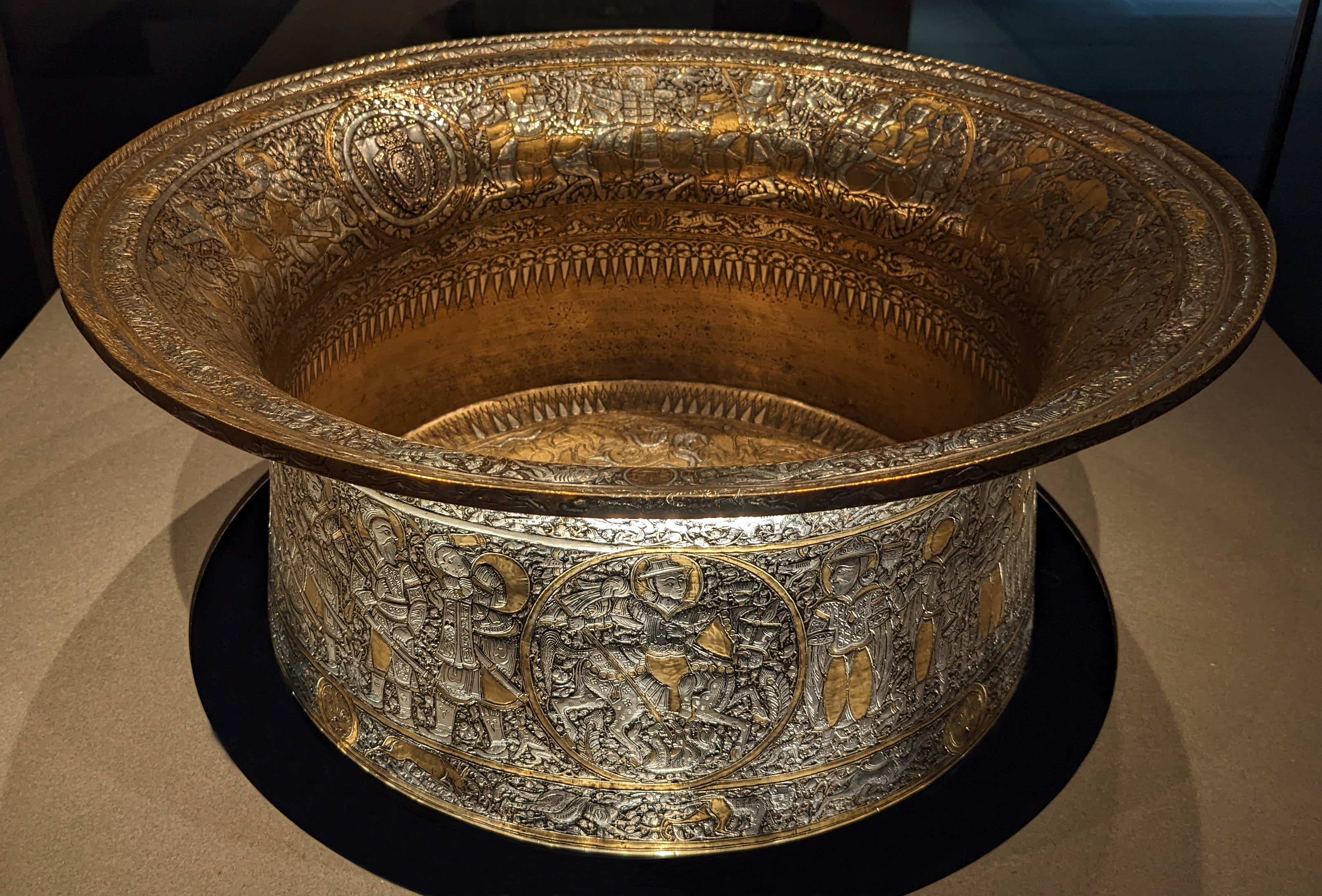
Baptistère de saint Louis, art mamelouk.

- Aiguière aux Oiseaux (6 dans le monde : 2 à la basilique St Marc de Venise, 1 au palais Pitti à Florence et 1 au V&A Museum de Londres)
- Porche mamlouk
- Globe céleste (le + ancien globe arabe du monde)
- Tapis de Mantes
- Vase dit "Vase Barberini"
- Chandelier aux canards

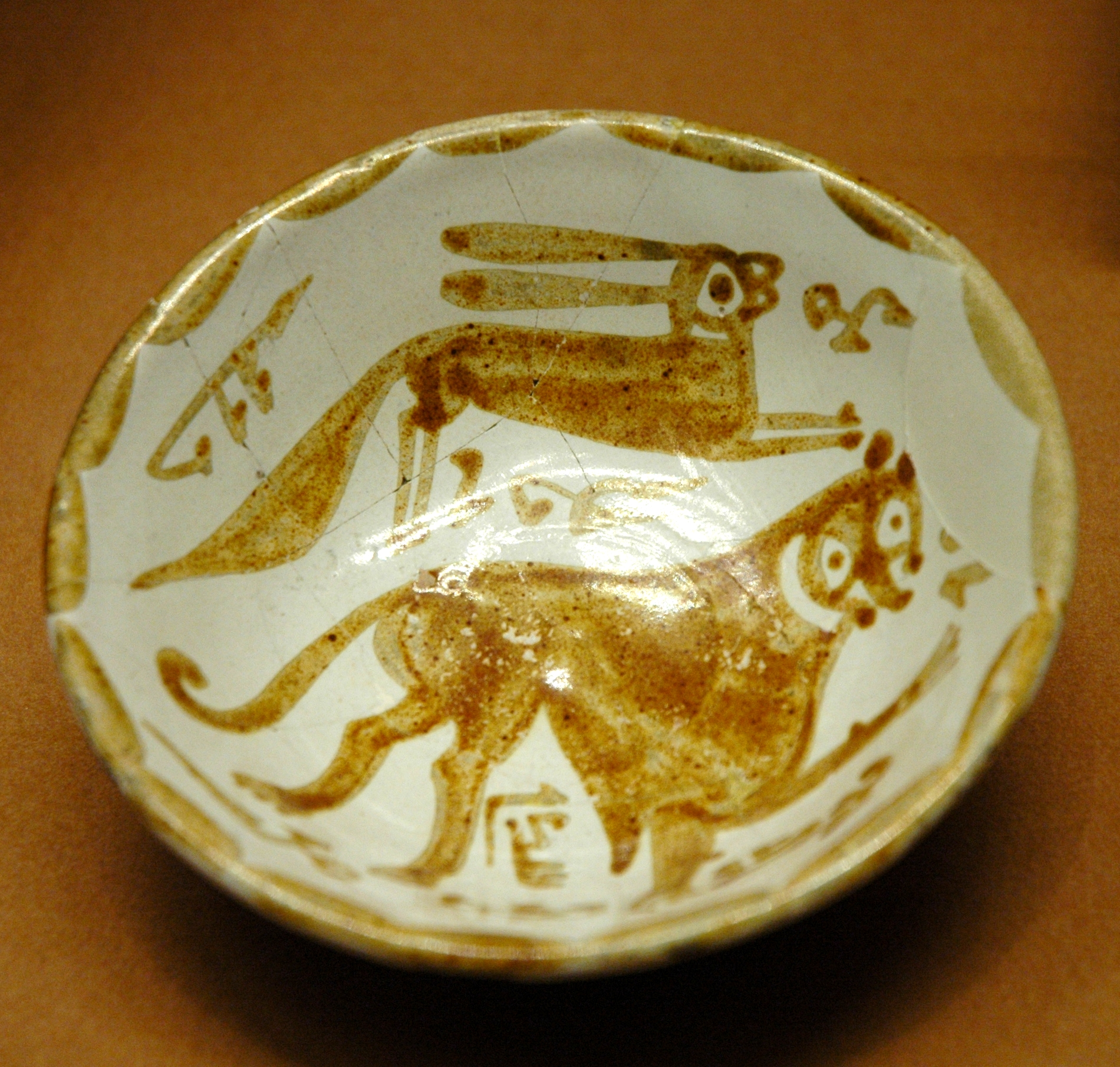
Coupe au lièvre, art abbasside
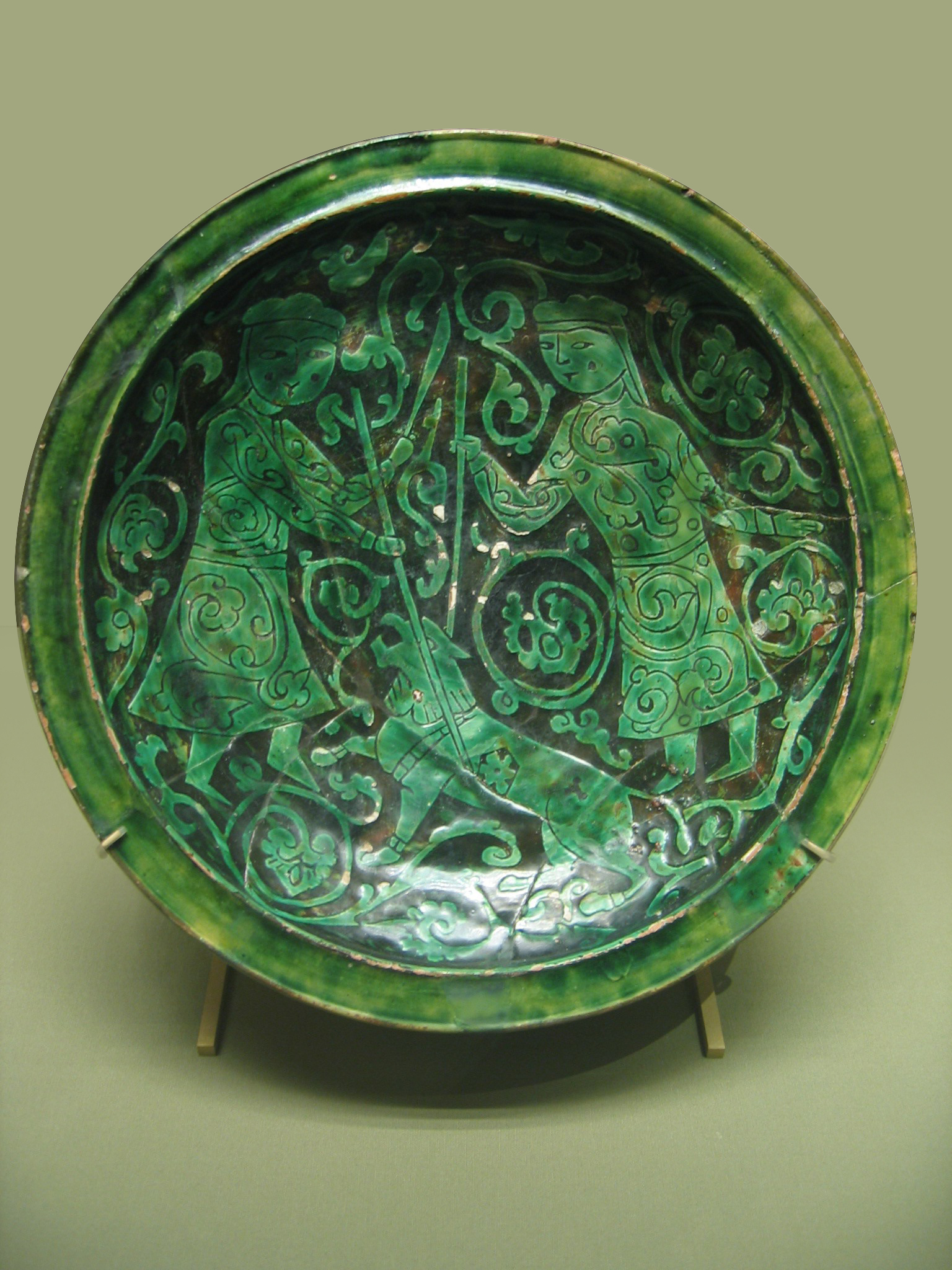
Coupe aux chasseurs, art persan seldjoukide
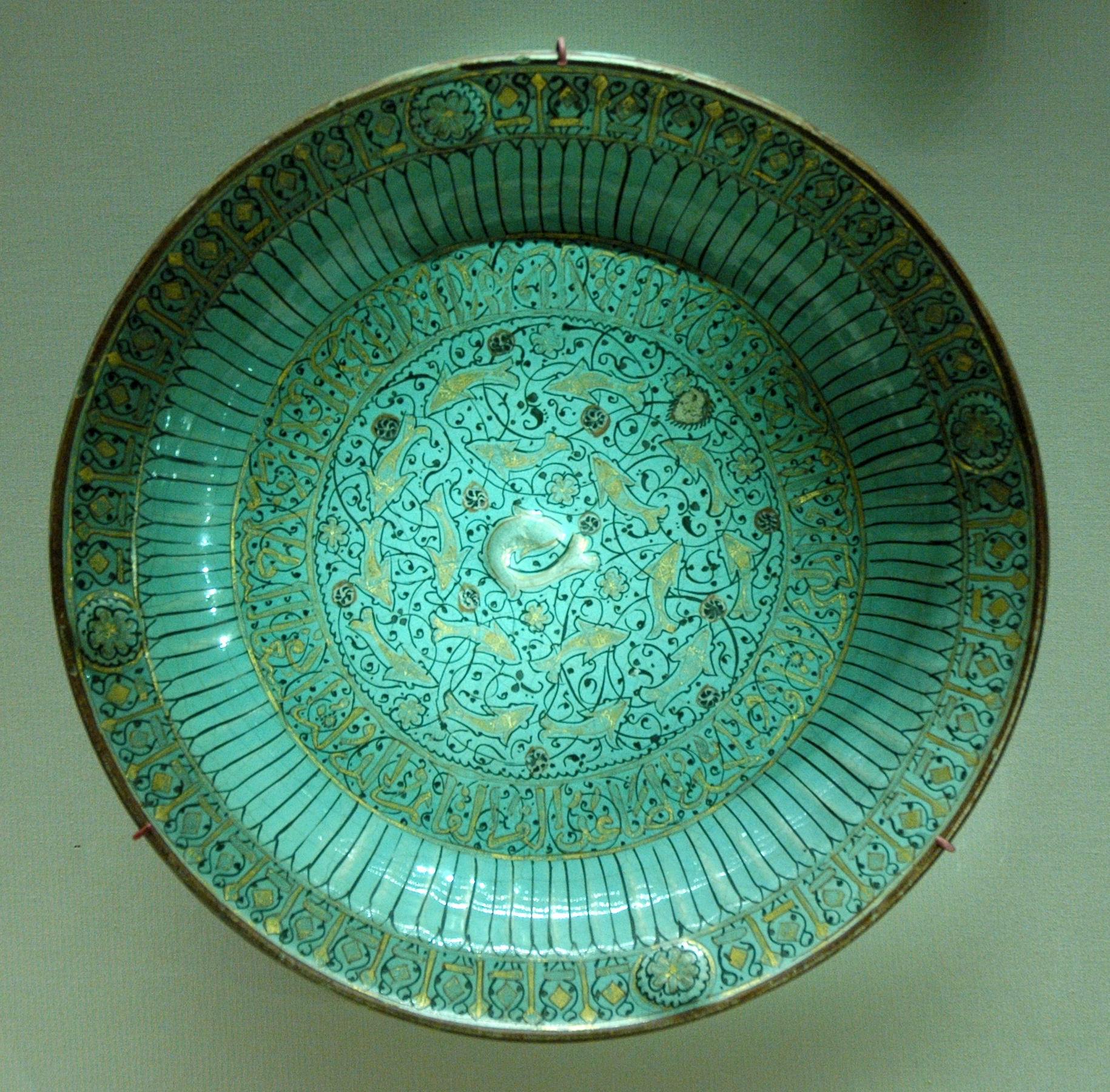
Plat à la ronde de poissons, art de l'Iran mongol
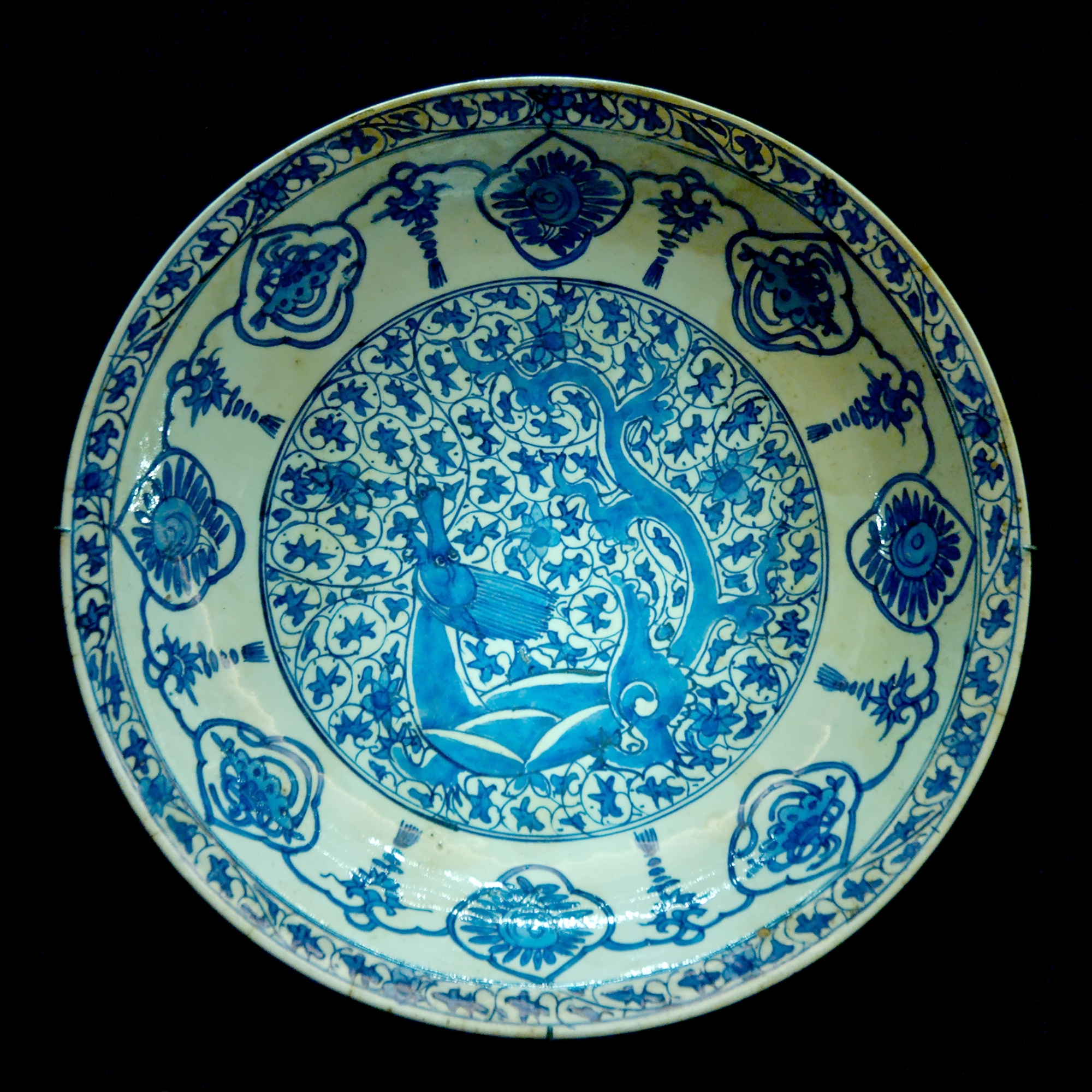
Plat au dragon, art safavide
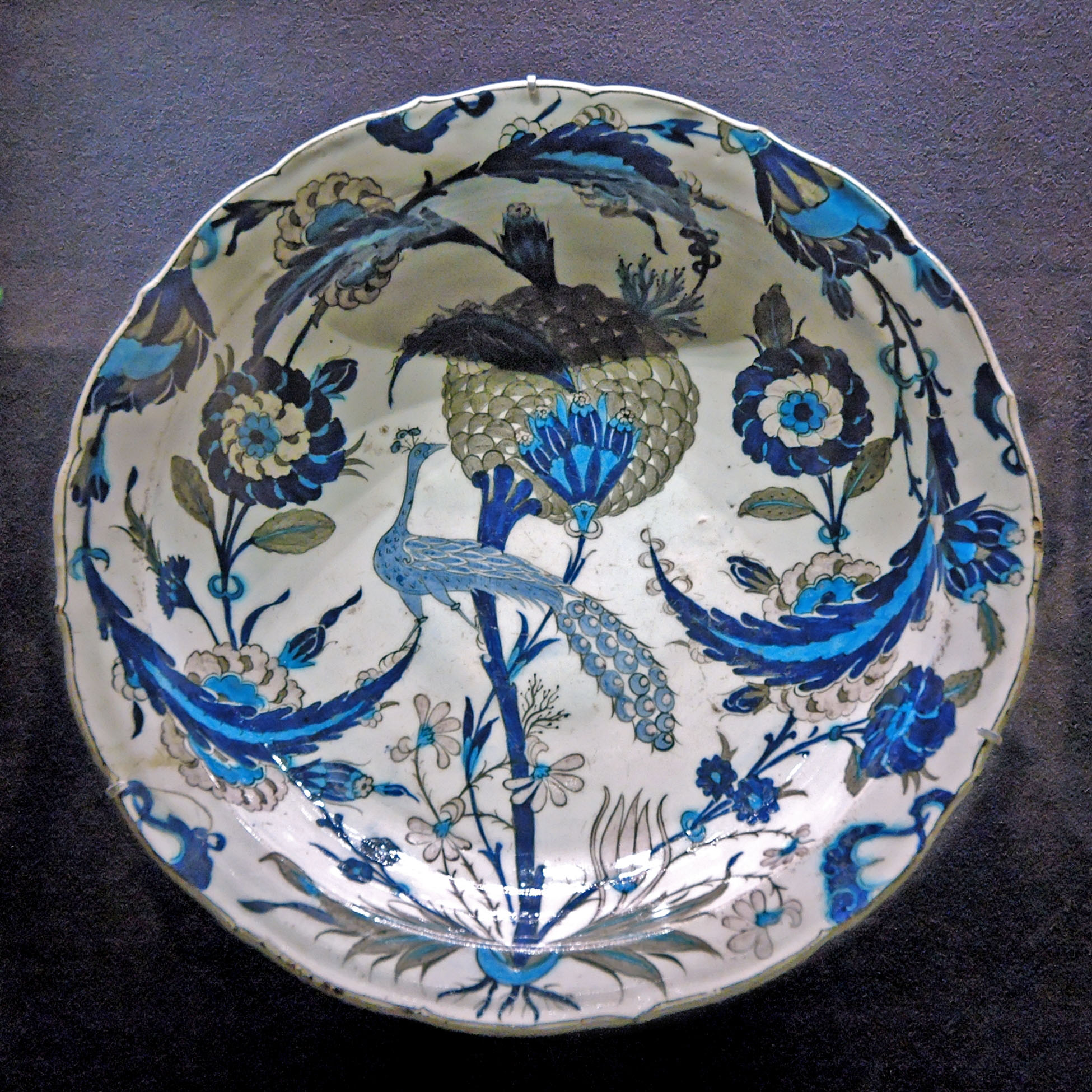
Plat au paon, art ottoman
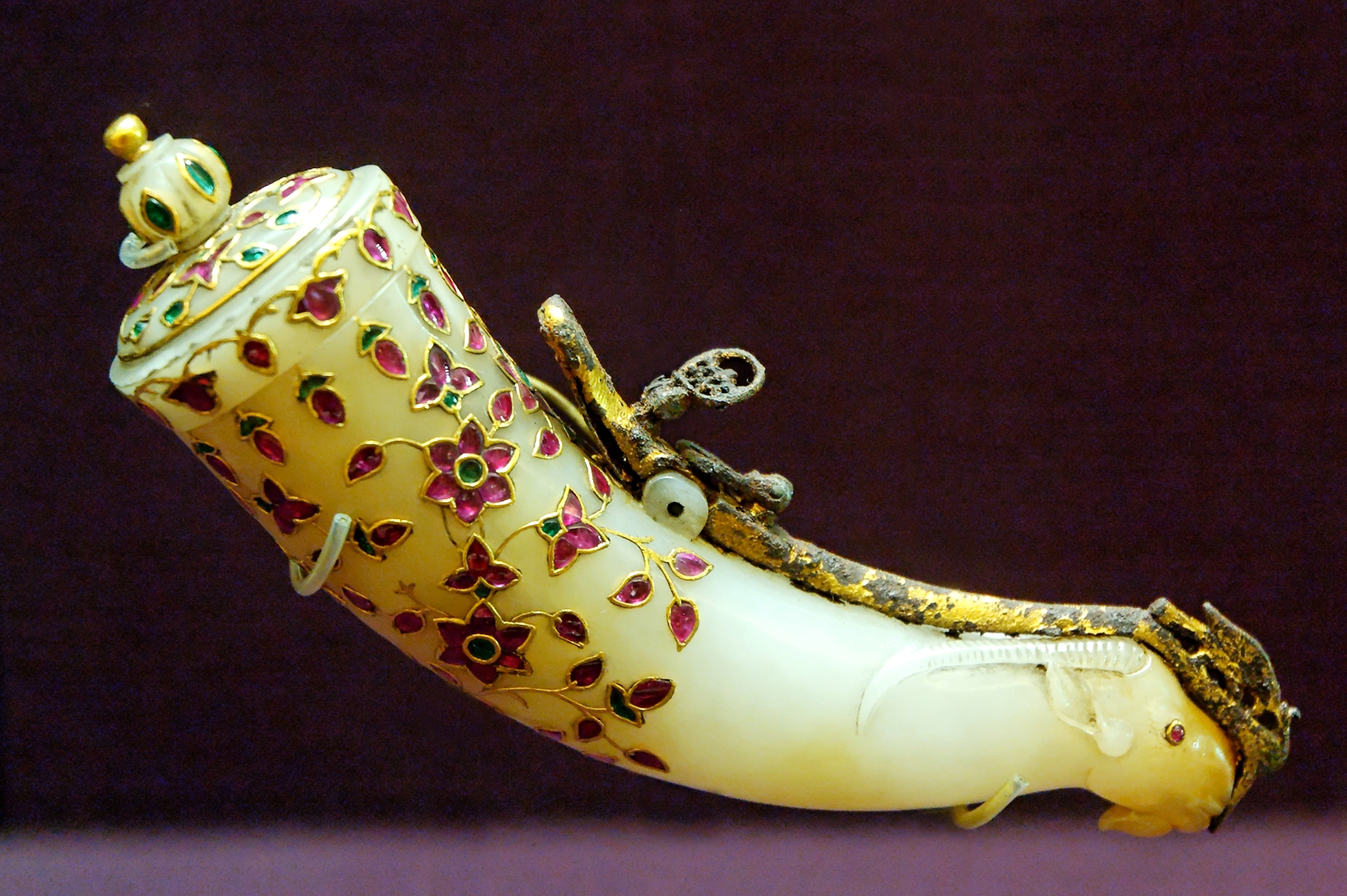
Cornet à poudre en jade, art moghol
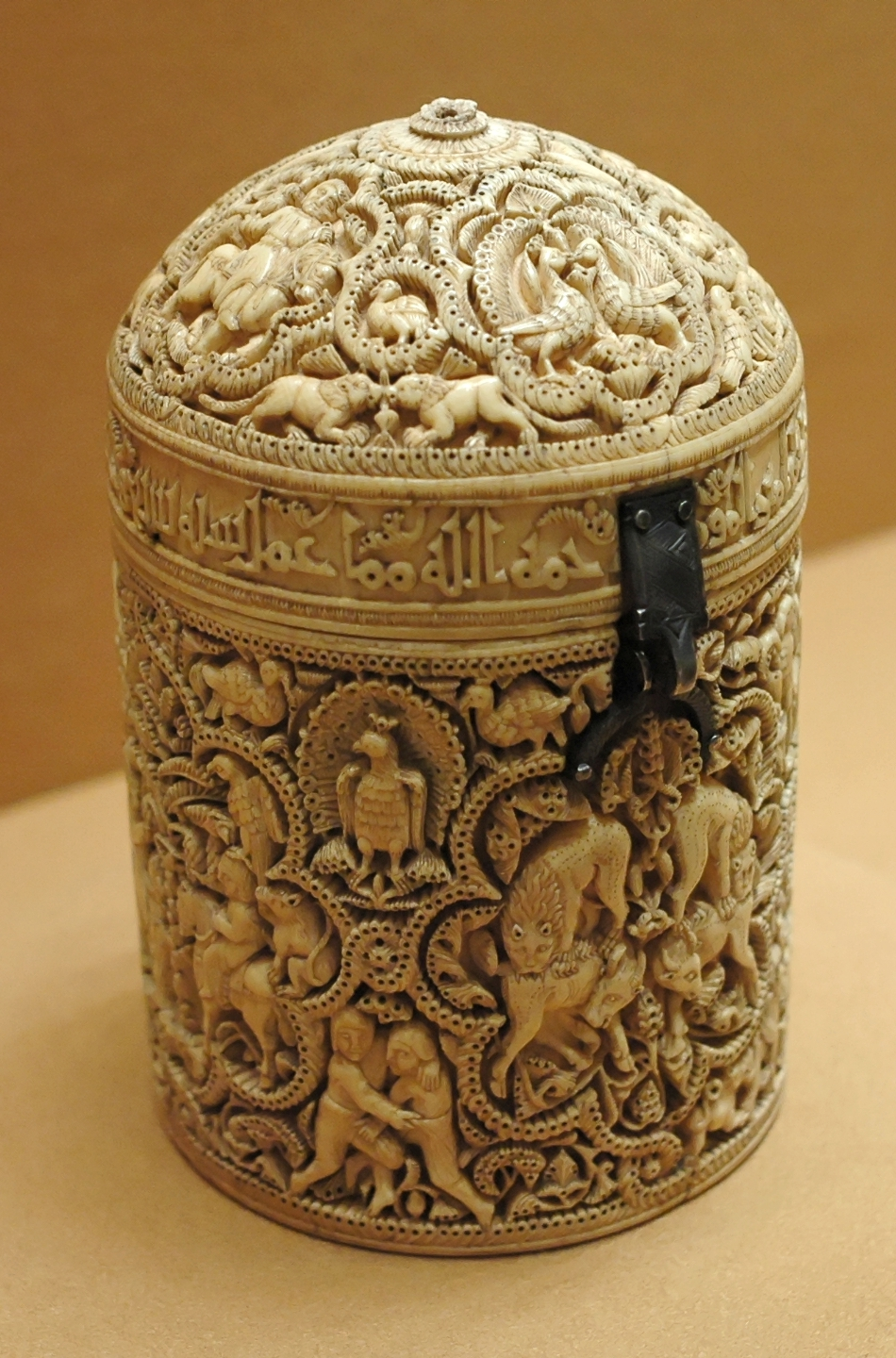
Pyxide d'al-Mughira, art omeyyade
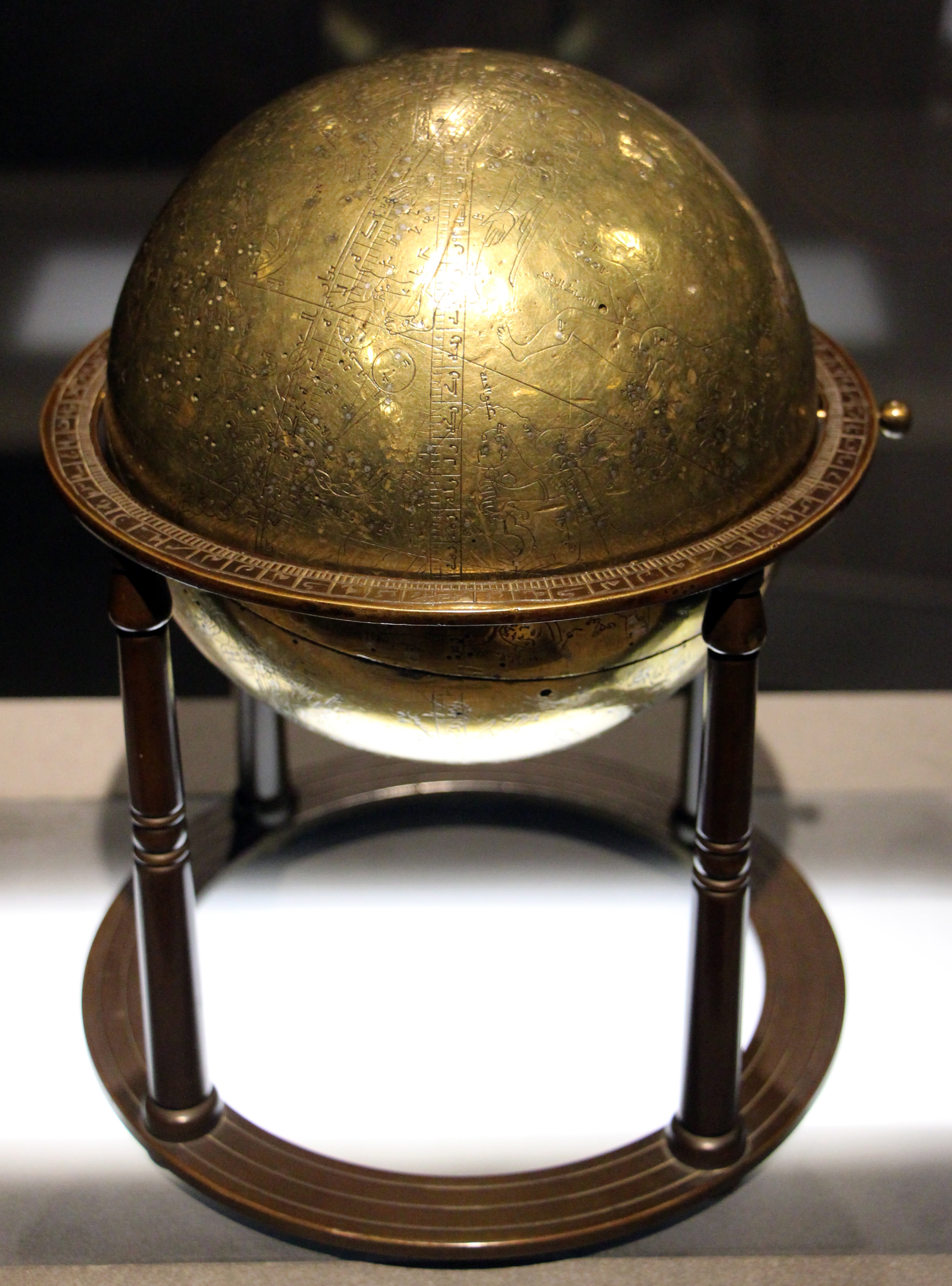
Globe céleste, signé Yunus b.al-Husayn al-Asturlabi (1144), le 3e plus ancien conservé au monde.
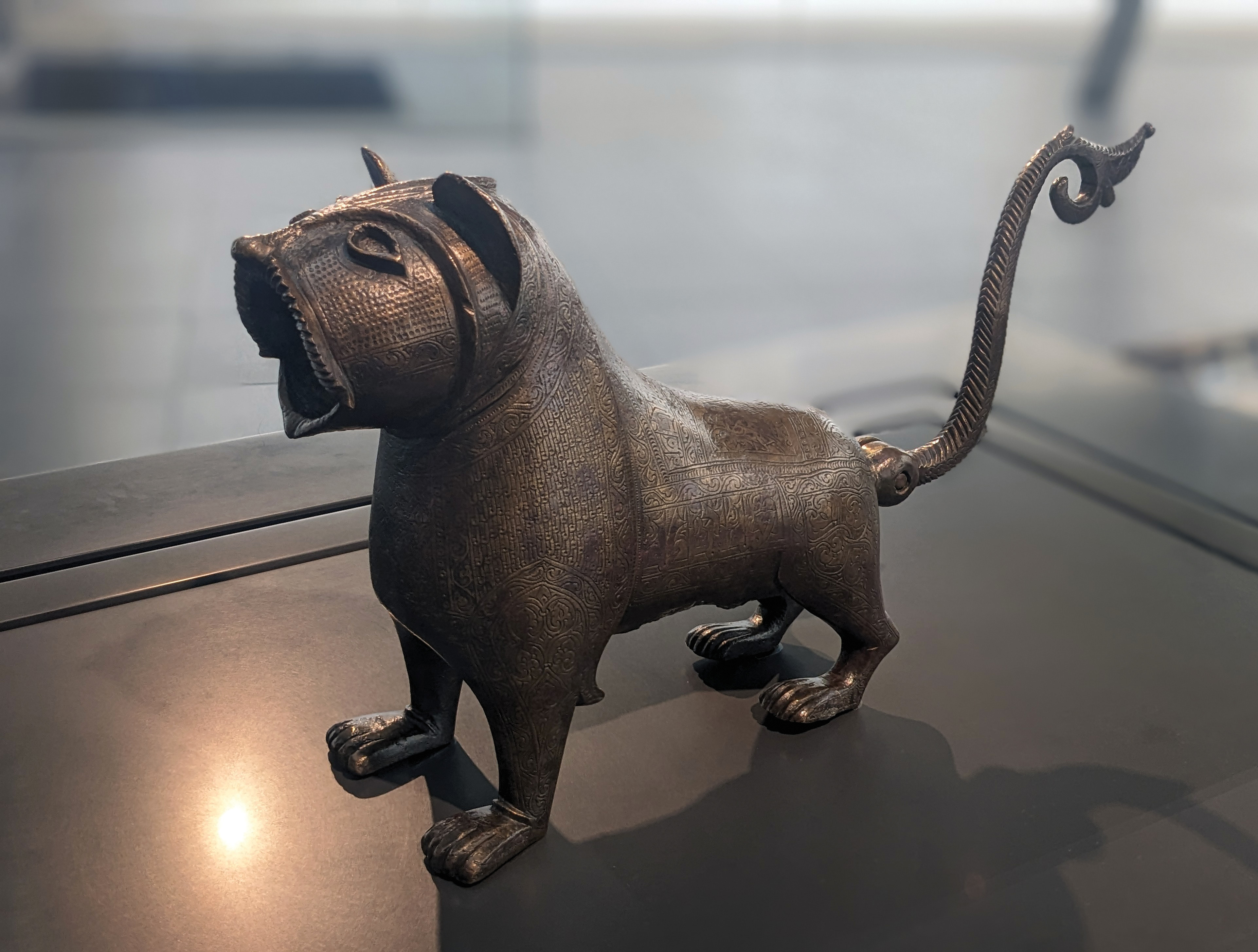
Lion de Monzon
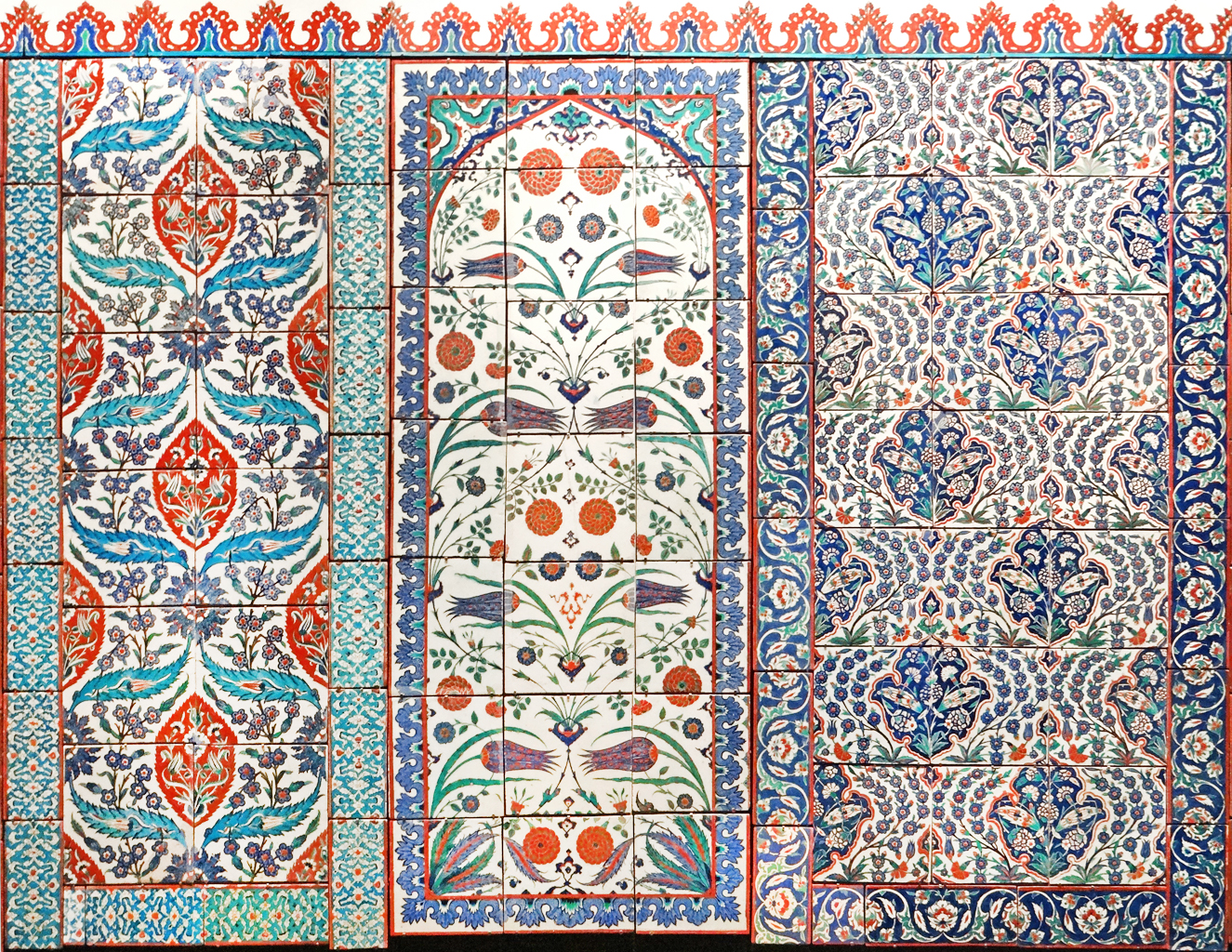
Mur de céramique ottomane
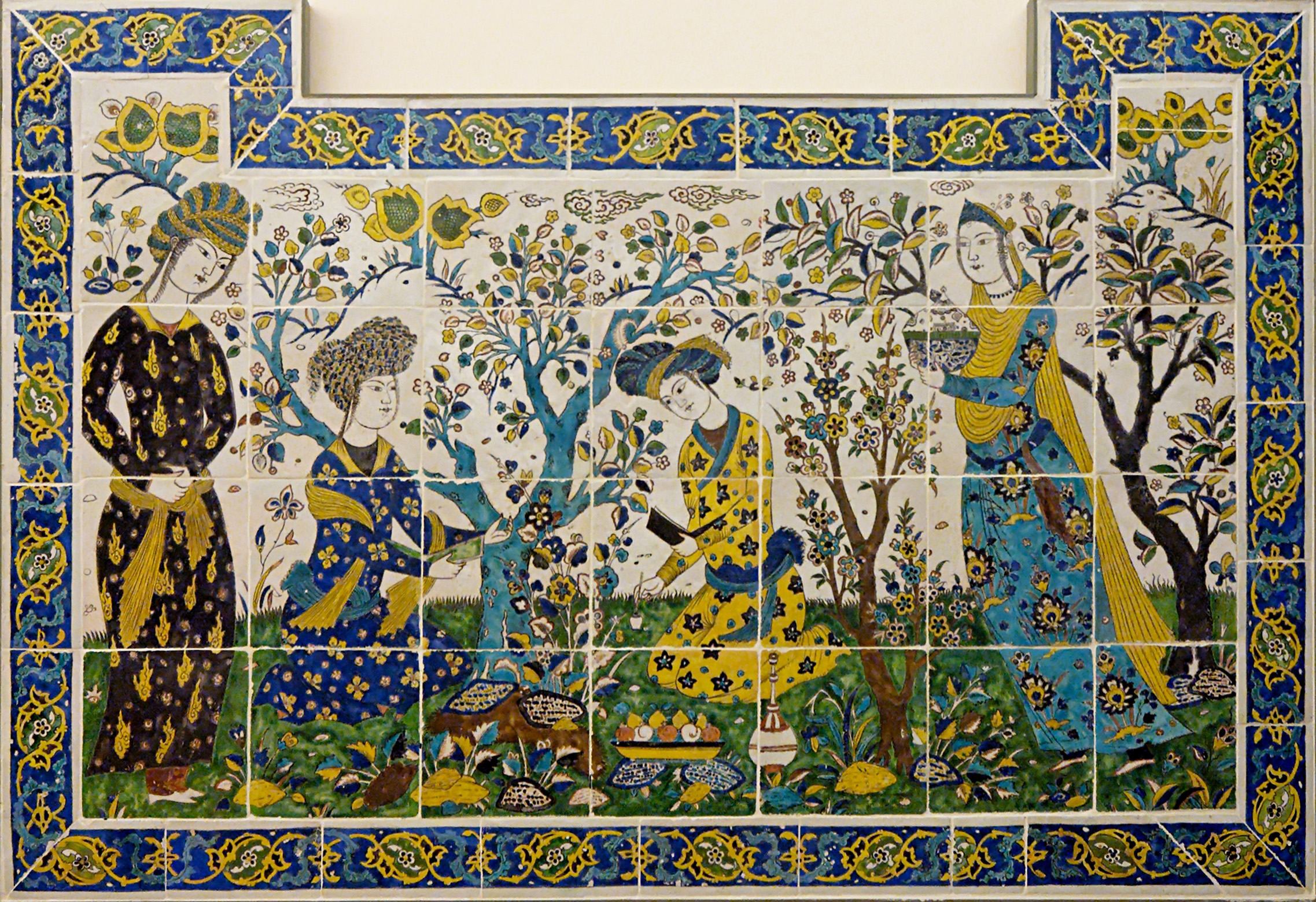
Céramique Iranienne, Ispahan
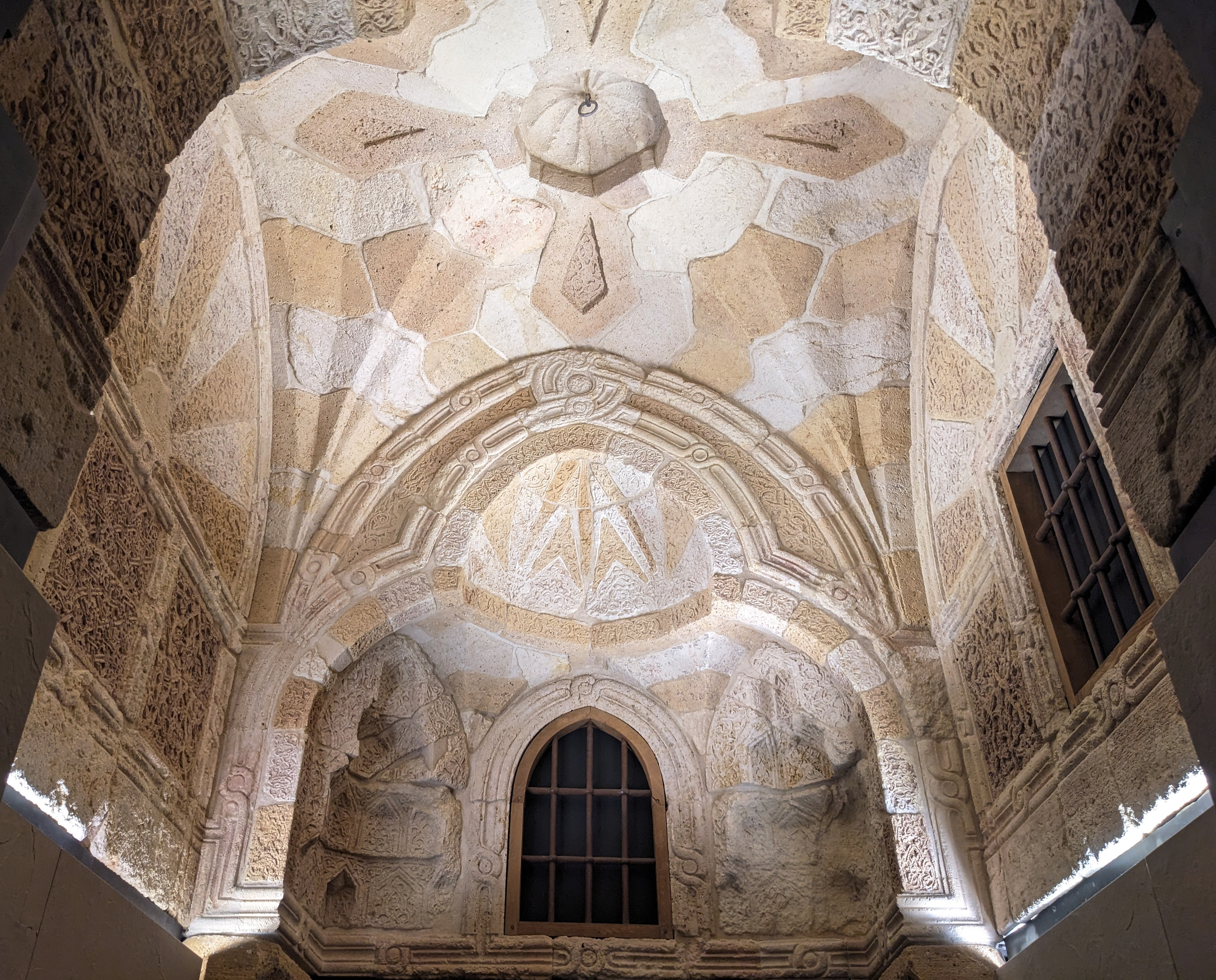
Porche Mamelouk
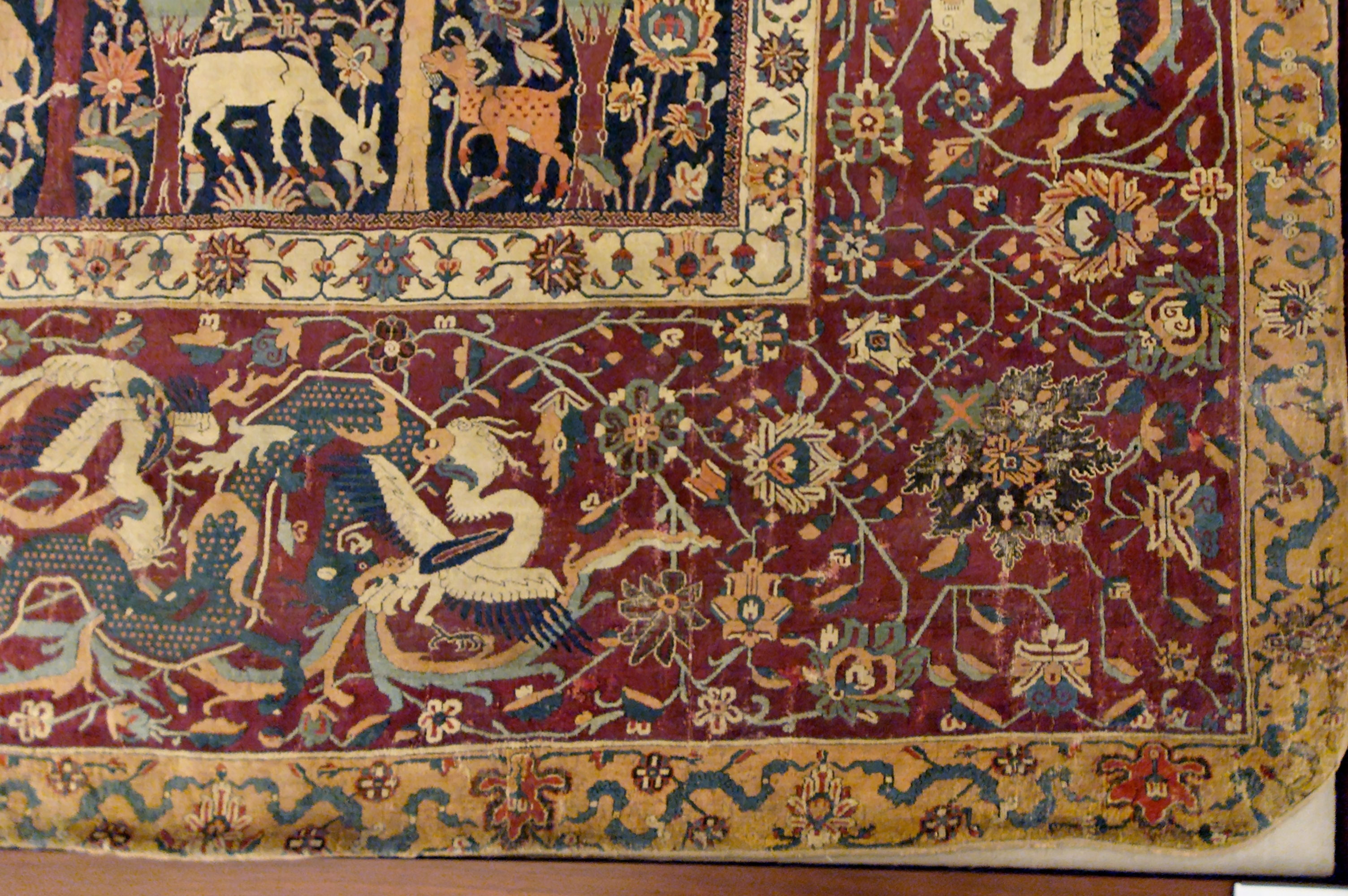
Tapis de Mantes, Iran, fin XVIe siècle
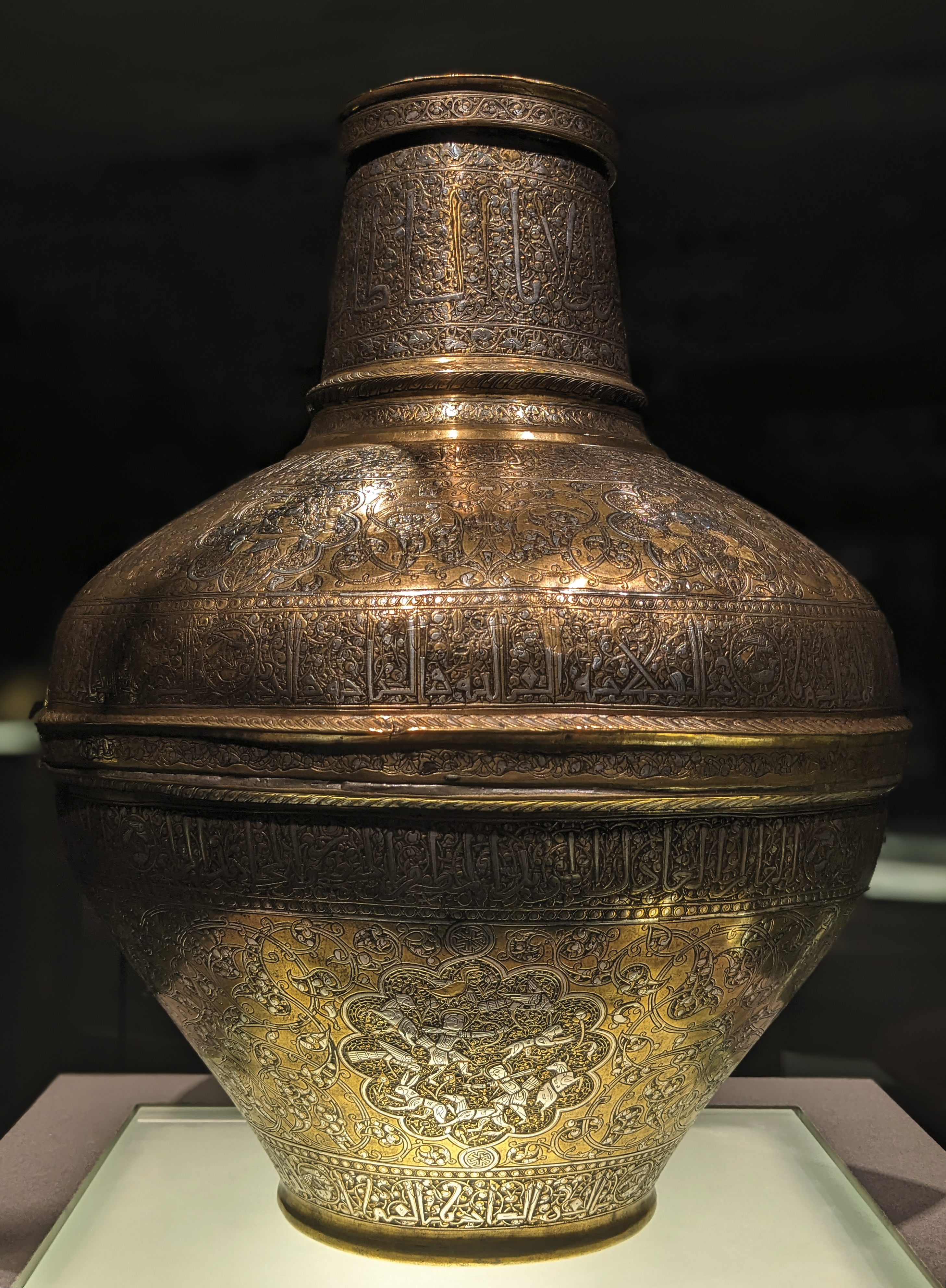
Vase Barberini
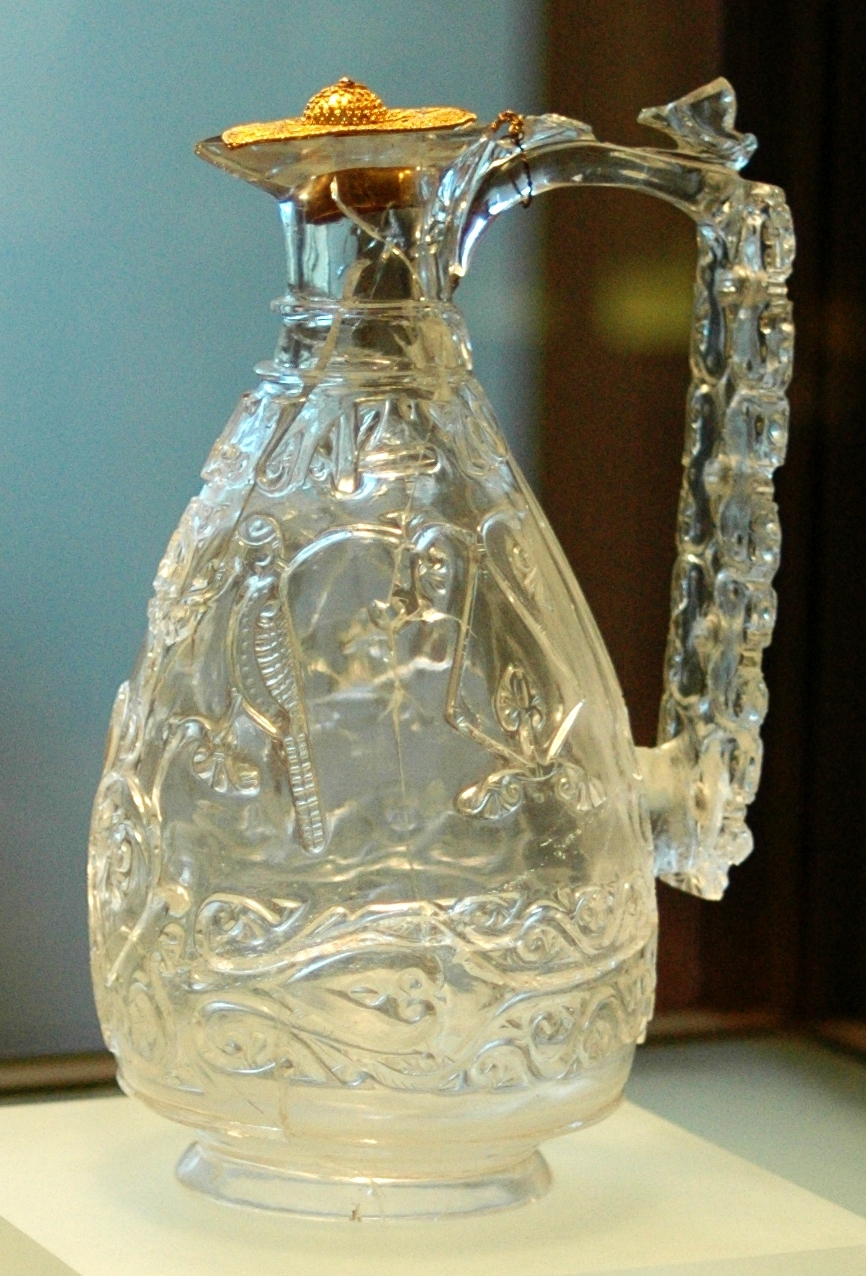
Aiguière aux oiseaux

## Acquisitions récentes
- 2024
  - Ensemble de boiseries provenant d'une maison particulière, Syrie ottomane, 1790-1791, six panneaux, bois peint sur gesso et vernis, 2.58 x 1.17 m chacun[45].
  - Bifeuillet de coran, Iran ou Irak, vers 1290-1320, encre, couleurs et or sur papier, 35 x 62 cm[46].
- 2021
  - Écritoire turque du marquis de Monteynard, empire ottoman, XVIIe – XVIIIe siècle, bois, écaille de tortue, nacre, ivoire et os, 13.5 x 33.5 x 14.7 cm[47].
- 2019
  - Muhammad Hassan, Pages d'un album qajar, Iran, vers 1840-1850, encre et rehauts colorés sur papier, or sur carton[48]
- 2018
  - Plumier au nom de Shah Abbas, Iran, os, or, laiton doré, turquoises et pâte noire, 2,1 × 12,2 × 2,5 cm, 1587-1629[49].
  - Plumier  dit de Mirza Muhammad Munshi, Iran, os, or, laiton doré, turquoises et pâte noire, 3 × 24 × 4 cm, 1586-1588[49].
- 2017
  - Portrait de Mozzafar al-Din et d'Aziz Khan Mokri, Iran, gouache  et or sur papier, env. 45 x 30 cm[50].
  - 12 éléments de qalyan  (hauts, panses et manches), Iran, XIXe siècle[50].
- 2016

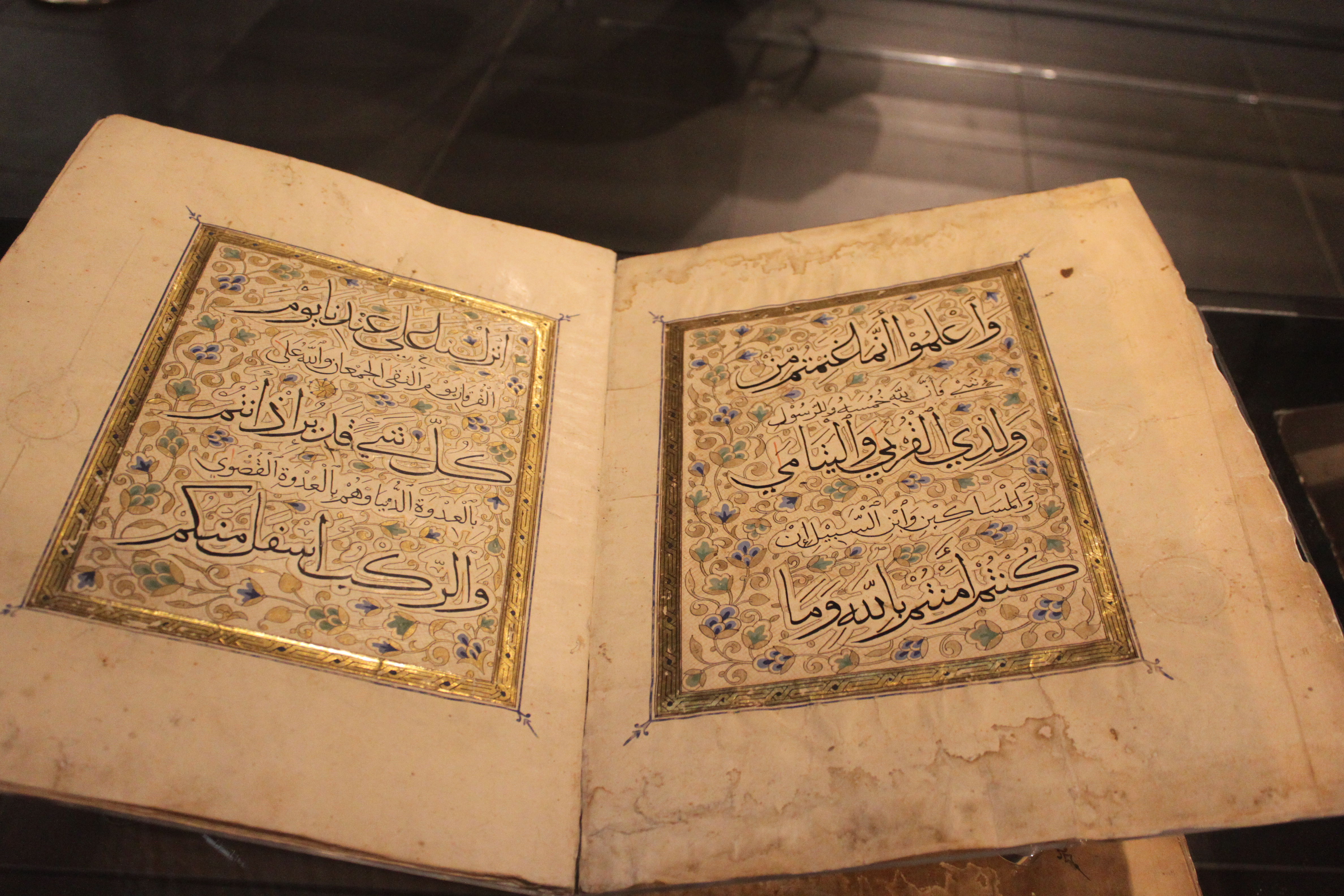
Double page d'un volume de manuscrit du Coran (acquisition 2016)

- - Lion aux fleurons, vers 1450-1550, Iran ou Turquie, encre noire, lavis brun et peinture à l'or sur papier, 17,8 x 30.5 cm[51].
  - Globe céleste, époque safavide, règne de Shâh Sultan Hussein (r.1694-1722), papier mâché peint et verni sur âme de bois, diam. 21 cm[52].
  - Volume d'un manuscrit du Coran, Égypte (Le Caire), 1387, copié par Ahmad al-Isfahani, encre, pigments et or sur papier[53].
- 2015
  - Coupe au personnage barbu, Iran, XIIIe siècle, céramique à décor peint sous glaçure de type   Sultanabad, 19,5 cm[54].
  - Le prince Dara Shikoh rend visite à un ascète (page d'album), Inde, Govardhan (?), 1650-1750, encre, pigments en or, 55,5 x 34 cm[55].
  -  Miroir au bouquet de roses, époque ottomane, règne de Mahmoud II (1808-1839), argent repoussé, gravé et doré, diam. 27 cm[56].

## Œuvres citées
1. ↑  Une série d'objets donnés par Charles Sauvageot en 1856, une autre par le baron Charles Davilliers en 1885, par exemple. cf. « Œuvres données par Charles Sauvageot », sur musée du Louvre (consulté en août 2012) ; « Œuvres données par le baron Davilliers », sur musée du Louvre (consulté en août 2012)
2. ↑  Aiguière au zodiaque, Iran XIIe siècle-XIIIe siècle, OA 5548
3. ↑  Coupe au personnage assis, Iran, fin XIIe siècle, OA 6474
4. ↑  Bouteille aux armoiries de Tuquztimur, Syrie ou Égypte, milieu du XIVe siècle, OA 3365
5. ↑  Chapiteau au nom du calife al-Hakam II, Espagne, fin du Xe siècle, OA 5022
6. ↑  Celle-ci comporte de nombreuses pièces majeures, comme l’Aiguière signée Ibn Mawaliya, Jezireh, fin XIIe siècle-déb. XIIIe siècle, K 3435 ou encore le Plat au paon, Iznik, 1540-1555, K 3449
7. ↑  Abu Talib, Coupe au lièvre, Iran, XIIe siècle-XIIIe siècle, OA 7478
8. ↑  Plat à décor épigraphique, Iran oriental, XIe siècle-XIIe siècle, AA 96
9. ↑  « Legs Alphonse Kann », sur musée du Louvre (consulté le 6 août 2012)
10. ↑  « Legs Henri Rivière », sur musée du Louvre (consulté le 6 août 2012)
11. ↑  « Legs Claudius Côte », sur musée du Louvre (consulté le 6 août 2012)
12. ↑  Aiguière à tête de coq, Iran, XIIe siècle-XIIIe siècle, MAO 442
13. ↑  Bassin signé d'Ibn al-Zayn, Égypte ou Syrie, fin XIIIe-déb. XIVe, MAO 331
14. ↑  Ensemble de céramique lüleciligi de Tophane, Anatolie, fin XVIIIe siècle-déb. XIXe siècle MAO 938 à MAO 947

### Ouvrages généraux
- Sophie Makariou (dir.), Les Arts de l'Islam au Musée du Louvre, coéditions Musée du Louvre et Hazan, 2012,  (ISBN 978-2-35031-361-0) et  (ISBN 978-2-75410-619-1).
- Marthe Bernus-Taylor, Les Arts de l'islam, Paris, Réunion des musées nationaux, coll. « Guide du visiteur », 2001
- Sophie Makariou (dir.), Nouvelles acquisitions, arts de l’Islam, 1988 – 2001, Paris, Réunion des musées nationaux, 2002
- Christine Peltre, Les arts de l'Islam, itinéraires d'une redécouverte, Paris, Gallimard, coll. « Découvertes », 2006

### Catalogues d'exposition
- Jean-Paul Roux, Arts de l'Islam, des origines à 1700, dans les collections publiques françaises : cat. exp. Paris, Orangerie des Tuileries, 22 juin-30 août 1971, Paris, Réunion des musées nationaux, 1971
- Jean-Paul Roux, L'islam dans les collections nationales : cat. exp. Paris, Grand Palais, 2 mai-22 août 1977, Paris, Réunion des musées nationaux, 1977
- [Paris 1989-1990] Arabesques et jardins de paradis, collections françaises d'art islamique : cat. exp. Paris, musée du Louvre, 16 octobre 1989-15 janvier 1990, Paris, Éditions de la Réunion des musées nationaux, 1989